# 5673 McAllister
5673 McAllister è un asteroide della fascia principale. Scoperto nel 1986, presenta un'orbita caratterizzata da un semiasse maggiore pari a 2,3445681 UA e da un'eccentricità di 0,0623773, inclinata di 1,60407° rispetto all'eclittica.